# Langnau am Albis
Langnau am Albis (toponimo tedesco) è un comune svizzero di 7 502 abitanti del Canton Zurigo, nel distretto di Horgen.

## Monumenti e luoghi d'interesse

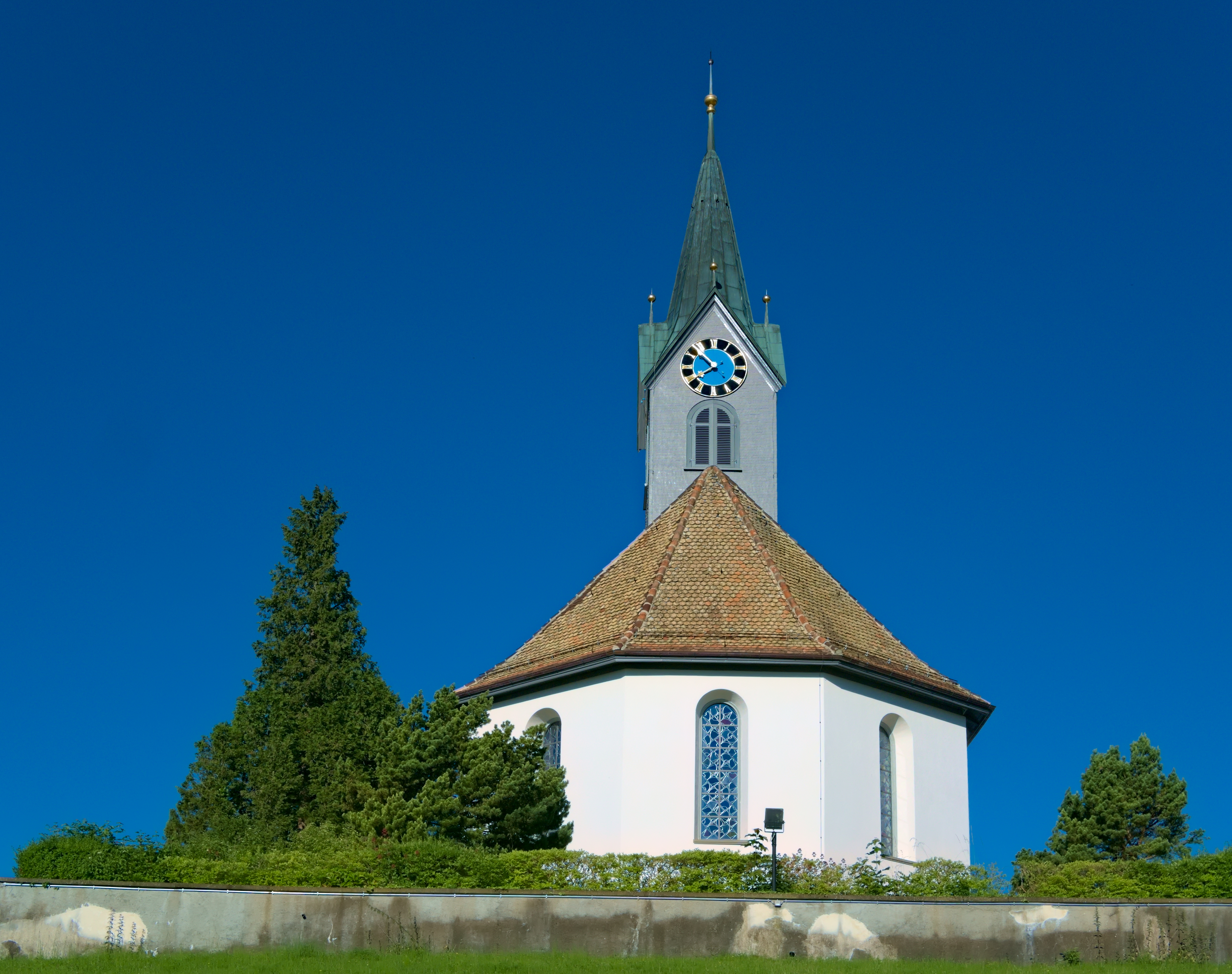
La chiesa riformata

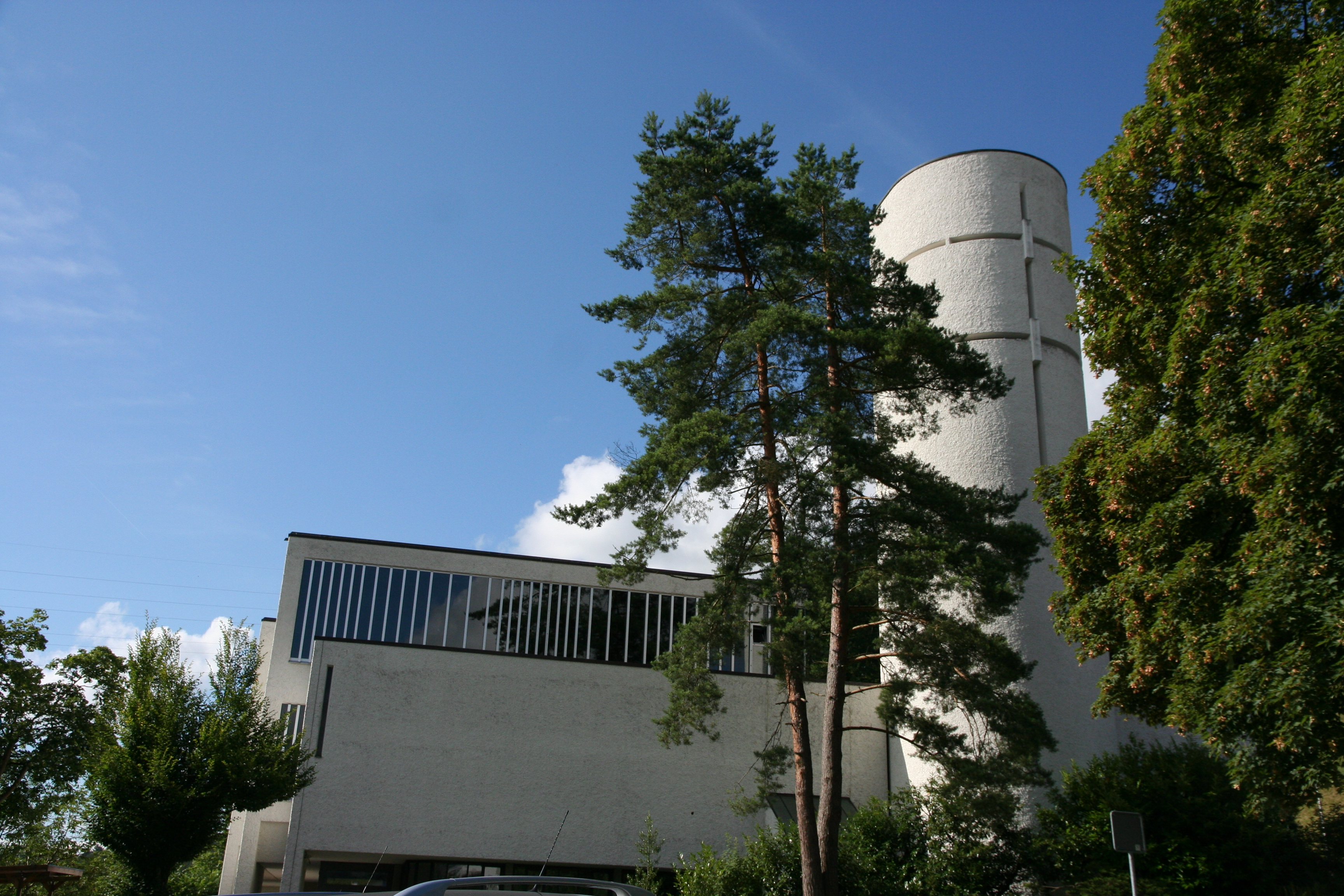
La chiesa di Santa Maria

- Chiesa riformata, eretta nel 1711[1];
- Chiesa cattolica di Santa Maria, eretta nel 1969[senza fonte].

## Società

### Evoluzione demografica
L'evoluzione demografica è riportata nella seguente tabella:
Abitanti censiti

## Infrastrutture e trasporti

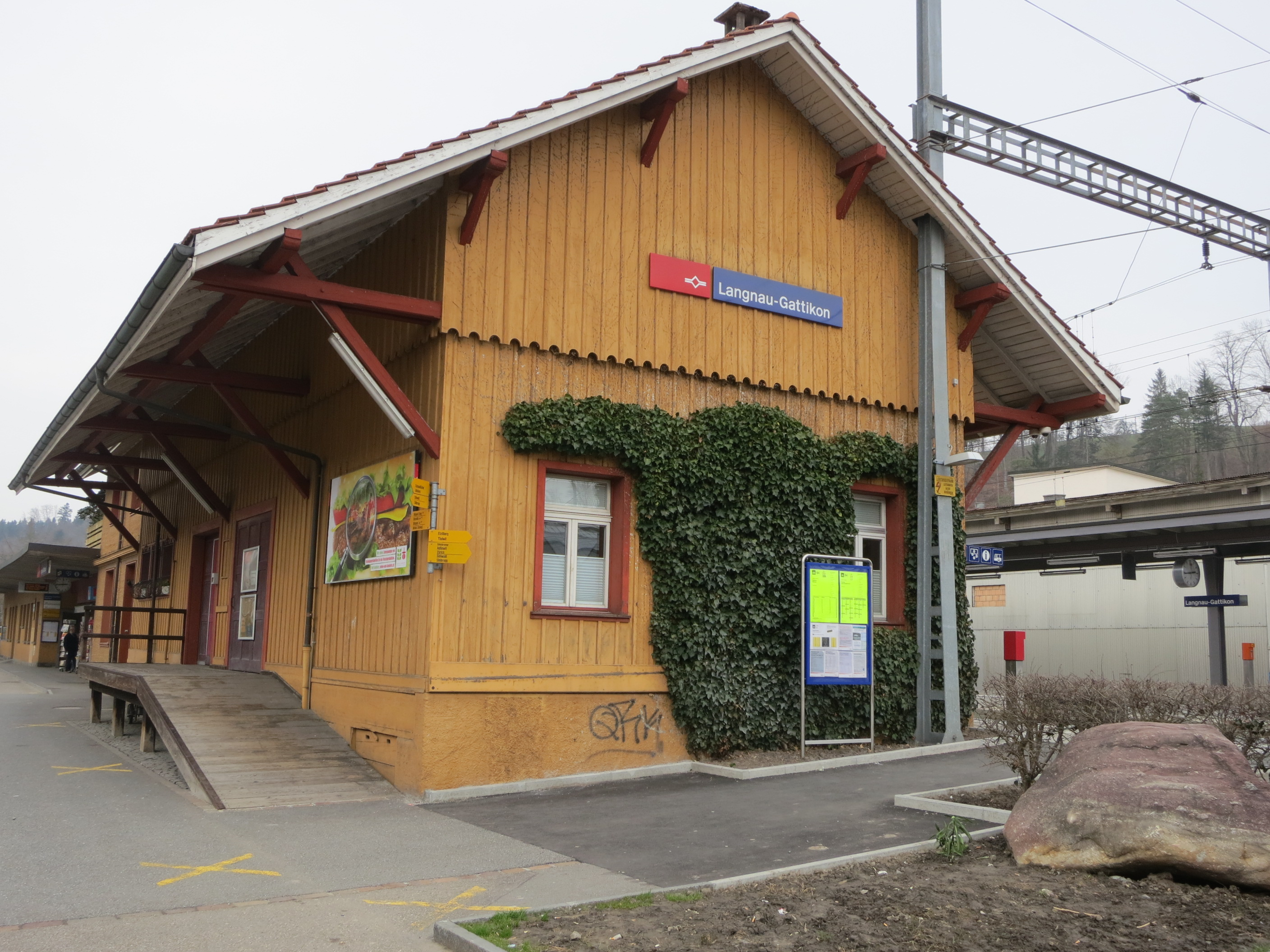
La stazione di Langnau-Gattikon

Langnau è servito dalla stazione di Langnau-Gattikon, sulla Sihltalbahn (linea S4 della rete celere di Zurigo), situata al confine con il contiguo villaggio di Gattikon, frazione di Thalwil.

## Amministrazione
Ogni famiglia originaria del luogo fa parte del cosiddetto comune patriziale e ha la responsabilità della manutenzione di ogni bene ricadente all'interno dei confini del comune.